# Birganj
Birganj (en népalais : वीरगंज) est une ville du Népal, située dans la zone de Narayani et chef-lieu du district de Parsa. Au recensement de 2011, la ville comptait 135 904 habitants.
Située à près de 300 kilomètres au sud de la capitale du pays, Katmandou, la ville se trouve à la frontière indienne, sur l'importante route reliant Patna (au Bihar, en Inde) et Katmandou. Comme point d'entrée principal pour le trafic routier entre l'Inde (ville de Raxaul) et le Népal la ville joue un rôle économique important dans la vie du pays.

## Pollutions de la rivière Sirsiya
De nombreuses usines sont présentes le long de la rivière Sirsiya, qui est fortement polluée par les rejets de ces entreprises. Ainsi, d'après une étude menée par le Ministère de la Population et de l'environnement népalais, plus de 250 usines relâchent directement des eaux polluées et des produits chimiques dans la rivière. La pollution de la rivière est un problème sérieux pour les habitants de Birganj.